# Närkån
Närkån , ook wel Närsån, is een van de (relatief) grote rivieren die het Zweedse eiland Gotland rijk is. De rivier die genoemd is naar het dorp När. Het heeft een afwateringsgebied van 175 km² en is daarmee na de Gothemsån en de Snoderån de derde rivier van Gotland. Net als die laatste zijn delen van de Närkån gekanaliseerd. Ze mondt aan de oostkant van het eiland uit in Lauksvik, een baai van de Oostzee.